# グルタチオン・S-転移酵素 Mu1
グルタチオン・S-転移酵素 Mu1（遺伝子名GSTM1）とは、ヒトの遺伝子でグルタチオン-S-転移酵素（グルタチオン-S-トランスフェラーゼ）を発現する遺伝子の一つ。
一般に酵素は、体液に溶ける細胞質ゾル型と、膜に結合する膜結合型の2つに分けられる。グルタチオン-S-転移酵素にもこの両方の型がある。この2種は、明確に異なった超遺伝子族によってエンコードされている。
哺乳類のグルタチオン-S-転移酵素の内、水溶性で細胞質性のものは、アルファ、カッパ、ミュー、オメガ、パイ、シグマ、シータ、ゼッタの8つが特定されている。GSTM1は、ミュー類に属する酵素をエンコードする。
グルタチオン-S-転移酵素のミュー類は、発ガン性物質、治療薬剤、環境有害物質の内、求電子化合物の解毒作用を持つ。また、グルタチオンとの共役による酸化的ストレスによる産生物なども解毒する。GSTM1は、染色体1p13.3上の遺伝子群の中に構成されており、非常に多様性がある。この遺伝的多様性によって、生物の薬剤、発ガン性物質、有毒物質などの物質への感受性が変わる。
増加する環境有毒物質や発ガン性物質に対する感受性が増大すると、GSTM1がヌル変異すると言われている。これにより、ガンが増加している可能性がある。多様な蛋白質イソ型はこの遺伝子の転写変異体（transcript variant）によってエンコードされている。

## 参照
- Engel LS, Taioli E, Pfeiffer R, et al. (2002). “Pooled analysis and meta-analysis of glutathione S-transferase M1 and bladder cancer: a HuGE review.”. Am. J. Epidemiol. 156 (2):  95-109. PMID 12117698.
- Jabion glutathione S-transferase mu 1

1. 1 2 3  GRCh38: Ensembl release 89: ENSG00000134184 - Ensembl, May 2017
2. 1 2 3  GRCm38: Ensembl release 89: ENSMUSG00000040562 - Ensembl, May 2017
3. ↑  Human PubMed Reference:
4. ↑  Mouse PubMed Reference: